# VII wiek
VI wiek <> VIII wiek
601 602 603 604 605 606 607 608 609 610 611 612 613 614 615 616 617 618 619 620 621 622 623 624 625 626 627 628 629 630 631 632 633 634 635 636 637 638 639 640 641 642 643 644 645 646 647 648 649 650 651 652 653 654 655 656 657 658 659 660 661 662 663 664 665 666 667 668 669 670 671 672 673 674 675 676 677 678 679 680 681 682 683 684 685 686 687 688 689 690 691 692 693 694 695 696 697 698 699 700

## Zmarli
- 632 – Mahomet, prorok, twórca islamu
- 641 – Herakliusz, cesarz bizantyński, pierwszy z dynastii heraklijskiej

## Wydarzenia w Europie
- 602 – rewolta Fokasa w Bizancjum
- 603 – Longobardowie przyjęli chrześcijaństwo
- 610–641 – panowanie Herakliusza w cesarstwie wschodniorzymskim, jego reformy przekształcają kraj w cesarstwo Bizantyńskie
- 613 – władzę nad całym królestwem Franków objął Chlotar II
- ok. 620 – cesarstwo Bizantyńskie wprowadza jako język urzędowy grekę, w miejsce dotychczasowej łaciny
- 623 – Wizygoci zajęli ostatnie posiadłości bizantyńskie na płw. Pirenejskim
- 623–658 – pierwsze słowiańskie państwo (Samon)
- ok. 625 – pochówek anglosaskiego króla w łodzi w Sutton Hoo
- ok. 628 – Chlotar II i Dagobert I rozpoczęli systematyczną chrystianizację (poprzez mnicha, Amanda) Południowych Niderlandów
- ok. 650
  - między Wołgą a Donem powstało państwo Chazarów
  - Piktowie i Celtowie częściej odwiedzali Islandię (produkty ich wypraw łowieckich docierały na rynki krajów śródziemnomorskich)
- 653 – sobór biskupów w Toledo, wypowiadając się w sprawach świeckich, ograniczył władzę królewską
- 679–680 – protobułgarski najazd na Bałkany
- 681 – Bizancjum uznało istnienie państwa Protobułgarów na Bałkanach
- 687 – bitwa pod Tertry: majordom Pepin z Heristalu został władcą Franków
- 689 – król Fryzów, Radbod pobity przez Franków oddał znaczną część swego terytorium
- 694 – Wizygoci nasilili prześladowania Żydów (dorośli Żydzi utracili majątek i wraz z rodzinami stali się niewolnikami)

## Wydarzenia w Azji
- 603-628 – wielka wojna między cesarstwem wschodniorzymskim i Persją
- 607 – w Japonii reformy Taika (Wielka Zmiana) – próba reorganizacji państwa
- 612 – ponad 1-milionowa armia chińska najechała Kogurjo (Korea) – klęska Chińczyków spowodowała upadek dynastii Sui
- 614 – Chosroes II, król Persji, zdobywa Palestynę
- 618 – władzę w Chinach objęła dynastia Tang, stolicą cesarstwa był Chang’an (obecnie Xi’an)
- 622 – ucieczka Mahometa z Mekki (hidżra)
- 630 – Mahomet zdobył Mekkę
- 634–644 – wielkie podboje islamskie za panowania kalifa Omara I
- 640 – Liugui, nomadzi z okolic jez. Bajkał powszechnie wykorzystują narty (dł. 2 m, szer. 18 cm)
- 647 – pierwsza inwazja chińskich wojsk Tangów odparte przez Kogurjo (następne w latach: 648 i 655)
- 660 – wojska chińskie zajęły koreańskie królestwo Pekdze, które stało się chińska kolonią
- 661 – początek kalifatu Umajjadów
- 665 – ekspansja Tybetu
- 673 – Kallinikos z Heliopolis wynalazł ogień grecki
- 674 – królestwo Silla zjednoczyło Koreę
- 676 – Chiny wycofały się z Korei
- 691 – budowa Kopuły na Skale w Jerozolimie

## Wydarzenia w Afryce
- 615 – zwolennicy Mahometa, którzy uciekli z Mekki, znaleźli schronienie w Aksum
- 642 – Arabowie podbili Egipt
- 646 – rządca bizantyńskiej prowincji Kartagina zbuntował się przeciwko cesarstwu
- 651 – arabska inwazja na Nubię
- 670 – w Tunezji powstało miasto Kairuan
- ok. 690 – w Górnym Nigrze powstało państwo Gao
- 694 – arabska inwazja na Maghreb
- 697 – zdobycie Kartaginy przez Arabów

## Wydarzenia w Ameryce
- 628 – Copán w Hondurasie głównym miastem cywilizacji Majów
- ok. 700
  - cywilizacje Hohokam, Mogollon i Anasazi w Ameryce Północnej
  - świątynie kopcowe nad Missisipi
  - Cahokia pierwszym miastem w Ameryce Północnej